# Correio do Minho
Pour les articles homonymes, voir Minho (homonymie).
Le Correio do Minho est un quotidien de Braga (Portugal), à distribution régionale, ayant pour directeur Paulo Monteiro depuis 2007. Le siège du journal est situé à Praceta do Magistério, dans la paroisse de Maximinos, dans la municipalité de Braga.
Il est consacré aux problèmes de la région du Minho. Il en présente régulièrement les institutions économiques, administratives, politiques, éducatives et sportives.

## Précédents
Le Correio do Minho, qui a commencé à paraître en 1926, n'est pas un titre inédit, puisqu'entre 1902 et 1907, il existait déjà à Braga un journal portant le même titre. Le premier numéro en est paru le 3 janvier 1902, sous l'égide de Rodrigues Carvalho, un habitant de Braga s'étant distingué sur la scène politique, ayant notamment été président de la Chambre des députés, président de la Chambre des pairs du Royaume et président de l'Assemblée générale de la Banco do Minho.
Le  Correio do Minho qui existait à cette époque était lui-même le successeur du journal O Progressista (qui existait à Braga entre 1892 et 1900) et prédécesseur du  Correio do Norte, qui a remplacé le premier Correio do Minho et a été publié entre 1907 et 1911.

## Histoire
Le Correio do Minho a été fondé le 6 juillet 1926 par un groupe de journalistes, avec Álvaro Pipa comme premier directeur.
Son anniversaire a eu deux dates distinctes, puisque, de 1926 à 1933, il a été célébré le jour de sa fondation, mais, entre 1934 et 1973, années au cours desquelles il est devenu propriété de l'Union nationale, la date a commencé à être marquée le 3 avril, jour correspondant à la première édition du journal dans cette nouvelle phase.
L'histoire de ce journal, faite de succès et d'échecs, se divise en trois époques : tout d'abord, de 1926 à 1934, année où il est passé sous l'égide de l'Union nationale du district de Braga et a cessé d'être une propriété privée ; puis, de 1934 à 1974, période où il a dû servir les intérêts de l'État nouveau et, enfin, de 1974 à aujourd'hui, période de démocratie. À partir de 1974 (à l'exception des premiers mois de 1974 et 1975), il a vu son activité conditionnée soit par le gouvernement civil, soit par la mairie de Braga. En 1999, il a conquis une liberté éditoriale totale grâce à sa privatisation. Ainsi, l'histoire de la région du Minho et du pays est liée à celle du Correio do Minho.
Ce journal « prend aussi la parole », par les actions de solidarité qu'il a développées au fil des ans. Avec une histoire pleine de récits, ce journal contribue quotidiennement à l'affirmation nationale et internationale de la région du Minho.